# Паризька вища національна консерваторія музики й танцю
Паризька вища національна консерваторія музики й танцю (фр. Conservatoire national supérieur de musique et de danse de Paris) — вищий навчальний заклад Парижа, найстарша консерваторія Франції, одна із двох вищих національних консерваторій цієї країни (інша — в Ліоні).

## Історія
Основа майбутньої консерваторії була закладена 1784 року установою в Парижі Королівської школи співу й декламації (фр. L’École Royale de chant et de déclamation) під керівництвом композитора Франсуа Жозефа Госсека. 1793 року її об'єднали зі школою музикантів Національної гвардії в Національний інститут музики (фр. Institut Nationale de Musique), і Національний конвент знову затвердив Госсека керівником. 1795 року інститут перетворили на Музичну консерваторію (фр. Conservatoire de musique) зі співдиректорами Госсеком, Етьєном Меюлем і Луїджи Керубіні. 1800 року в консерваторії відкрили відділення танцю й драматичного мистецтва, 1806 року її перейменували на Консерваторію музики й декламації (фр. Conservatoire de musique et de déclamation).
Після Реставрації Бурбонів у житті консерваторії настав період труднощів (у роялістської влади вона асоціювалася з республіканським і бонапартистським періодом в історії країни), які вдалося подолати Л. Керубіні, який очолив консерваторію у 1822 році. Під його навчальний курс консерваторії набув рис, що стали характерними у консерваторській освіті в усьому світі. Структура консерваторії не мінялася аж до 1946 року, коли її театральна частина виділилася в самостійну вищу національну консерваторію драматичного мистецтва.

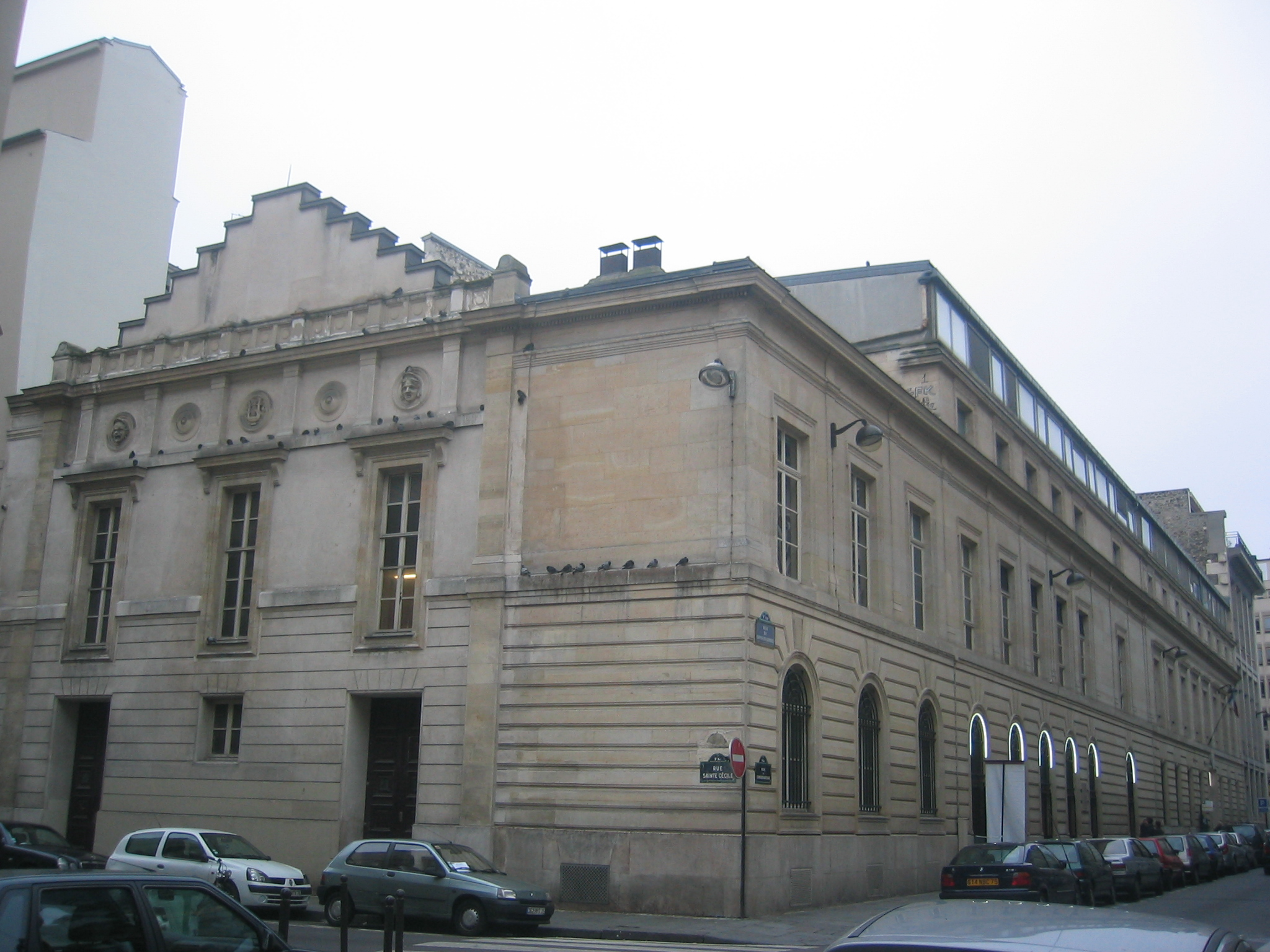
Старий будинок консерваторії (з 1911 р. консерваторський театр)

Професійний престиж Паризької консерваторії завжди був дуже високий, хоча в XX столітті заклад зіткнувся з труднощами — починаючи з 1905 року, коли на хвилі суспільного обурення, викликаного відмовою керівництва консерваторії присудити Римську премію в галузі музики Морісу Равелю, державним декретом був замінений голова консерваторії й установлений новий регламент її діяльності. Окрім того, в першій половині XX століття у Парижі виникла ціла низка альтернативних вищих музичних навчальних закладів — насамперед, Школа музики Альфреда Корто (1919).

## Керівники консерваторії
- Сарретт Бернар (1796—1814, 1815)
- Франсуа Луї Перн (1816 — 1822)
- Луїджі Керубіні (1822 — 1842)
- Даніель Франсуа Еспрі Обер (1842 — 1871)
- Амбруаз Тома (1871 — 1896)
- Теодор Дюбуа (1896 — 1905)
- Габрієль Форе (1905 — 1920)
- Анрі Рабо (1920 — 1922)
- Сергій Чернявський (1922-1938)
- Клод Дельвенкур (1938 — 1954)
- Марсель Дюпре (1954 — 1956)
- Раймон Лушер (1956 — 1962)
- Раймон Галлуа-Монбрен (1962 — 1983)
- Марк Блез (1984 — 1986)
- Ален Лувьєр (1986 — 1991)
- Ксавьє Дарасс (1991 — 1992)
- Марк Олів'є Дюпен (1993 — 2000)
- Ален Пуар'є (2000-січень 2009)
- Паскаль Дюме (січень 2009-2010)
- Бруно Мантовані з (2010)

## Видатні випускники
- Жорж Бізе
- Надя Буланже
- П'єр Булез
- Жерар Грізе
- Шарль Гуно
- Клод Дебюссі
- Марсель Дюпре
- Анрі Дютійо
- Нарсіс Жирар
- Альфредо Казелла
- Каміль Сен-Санс
- Едуар Колонн
- Альфред Корто
- Едуар Лало
- Маргеріт Лонґ
- Даріус Мійо
- Жорж Малкін
- Моріс Жозеф Равель
- Хоакін Відре Родріго
- Жермен Тайфер
- Сезар Франк
- Шарль Ніколя Бодіо — французький віолончеліст і педагог.